# Lates mariae
Lates mariae is een straalvinnige vissensoort uit de familie van de reuzenbaarzen (Latidae). De wetenschappelijke naam van de soort is voor het eerst geldig gepubliceerd in 1909 door Steindachner.